# Leon Trionfante (1716)
Il Leon Trionfante fu un vascello di linea veneziano da 70 cannoni che prestò servizio nella Armada tra il 1716 e il 1740. Fu il primo vascello da guerra della Repubblica di Venezia ad avere l'ordinata maestra più spostata verso prua.

## Storia
La costruzione del vascello da 70 cannoni Leon Trionfante fu ordinata dal Senato il 4 maggio 1714, e la nave fu impostata nel 1715 sotto la direzione del Proto dei Marangoni Francesco de Ponti. La nuova nave fu varata presso l'Arsenale il 16 maggio 1716 ed entrò subito a far parte dell'Armata Grossa.
L'unità raggiunse l'Armata Grossa a Corfù per partecipare alla settima guerra turco-venenziana combattendo nelle acque dell'isola di Imbro (12 maggio) e poi in quella fra il promontorio di Monte Santo e l'isola di Strati (16-17 e 22 giugno 1717) come nave di bandiera del nuovo Capitano Straordinario delle Navi Lodovico Flangini (1677-1717). Rimasto ferito gravemente tra la mandibola e il collo da un colpo di moschetto il giorno 16, quando la flotta veneziana impegno nuovamente battaglia il giorno 22 Flangini ordinò ai suoi marinai di portarlo in coperta e, sdraiato sul cassero, non smise di dirigere la battaglia, incitando i suoi uomini con la frase Vardè, San Marco ne aiuta! Dopo la morte del Flangini, spentosi poco dopo la fine della battaglia che terminò con la ritirata della flotta turca nei Dardanelli, e la sua sostituzione con Marcantonio Diedo, la nave si distinse anche durante la grande battaglia di Capo Matapan (19-21 luglio 1717) che costrinse la flotta turca a ritirarsi verso il Mare Egeo.
Quando nel 1719 il Senato della Repubblica decise di far costruire quattro nuovi vascelli di primo rango fu formata una apposita commissione, composta da Provveditori Generali e Capitano ordinari, che deliberò che il vascello Leon Trionfante fosse utilizzato come modello, con l'adozione di qualche piccola modifica, per le nuove navi.
Il Leone Trionfante fu demolito presso l'Arsenale, previo Decreto, a partire dal 21 maggio 1740.

### Annotazioni
1. ↑  L'ordinata maestra era spostata di 8 piedi veneziani verso prua, e tale modifica faceva assumere alla carena una migliore penetrazione nell'acqua.
2. ↑  Nel 1696 fu deciso che le navi appartenenti alla Armata Grossa avrebbero adottato la seguente colorazione: corallo per la prua, i capodibanda, la poppa, le porte dei fanali e gli intagli, rosso per i portelli dei cannoni, e doratura in oro zecchino per il leone a prua e le figure scolpite a poppa. Lo specchio di poppa era quasi sempre dipinto di blu.
3. ↑  Il vascello era inquadrato nella Divisione rossa composta da: Leon Trionfante, Aquila Valiera, Grande Alessandro, Costanza, Madonna dell'Arsenal, San Francesco, Fenice, Sant'Andrea e Corona, alle dirette dipendenze del Flangini.
4. ↑  Lodovico era figlio terzogenito di Gerolamo Flangini, Senatore della Serenissima e Membro del Consiglio dei Dieci.
5. ↑  Le nuove navi erano più corte di quattro piedi veneziani, ed adottavano un nuovo timone a rasoio.

### Fonti
1. 1 2  http://www.veneziamuseo.it/ARSENAL/schede_arsenal/vascelli.htm.
2. 1 2 3  Levi 1896, p. 29.
3. ↑  Flangini - Dizionario Storico-Portatile Di Tutte Le Venete Patrizie Famiglie
4. ↑  Flangini - Libro dei nobili veneti, messo in luce
5. 1 2  Ercole 2006, p. 128.